# Клочков, Вячеслав Юрьевич
Вячесла́в Ю́рьевич Клочко́в (11 марта 1967) — советский и российский футболист, полузащитник.

## Карьера
В начале карьеры выступал за ташкентские «Старт» (1984, провёл 23 встречи, забил 4 мяча) и «Трактор» (1987—1988, сыграл 21 матч).
В 1989 году провёл 20 игр и забил 2 гола за клуб СКА-РШВСМ, после чего перешёл в «Сельмашевец» из Чирчика, где и доиграл сезон, забив 6 мячей в 19 встречах. В 1990 году пополнил ряды ангренского «Шахтёра», за который провёл 28 игр и забил 6 голов.
С 1990 по 1991 год выступал за «Пахтакор», в его составе стал серебряным призёром Первой лиги, и затем в 1991 году провёл сезон в Высшей лиге СССР. Всего за «Пахтакор» сыграл 22 матча (из них 12 в Высшей лиге) и забил 2 мяча.
В 1992 году играл и забивал в Высшей лиге Узбекистана в составе клуба «Навбахор», принял участие в 7 встречах команды и забил 1 гол в чемпионате, а также стал обладателем Кубка Узбекистана, сыграв в том числе в финальном матче розыгрыша.
Сезон 1993 года провёл в краснодарском «Колосе», в 32 матчах забил 1 мяч за основу, и ещё сыграл 15 встреч за «Колос-д» в Третьей лиге. С 1994 по 1995 год выступал за «Ниву» из Славянска-на-Кубани, провёл 37 игр, в которых забил 7 голов.
В 1996 году пополнил ряды «Кубани», в составе которой принял участие в 22 матчах и забил 1 мяч за основу, и ещё сыграл 3 встречи и забил 1 гол за «Кубань-д» в Третьей лиге. В сезоне 1997 года снова защищал цвета «Нивы», за которую провёл 20 матчей.

## Достижения
- Обладатель Кубка Узбекистана: 1992
- 2-е место в Первой лиге СССР (выход в Высшую лигу): 1990